# Luzula subcapitata
Luzula subcapitata là một loài thực vật có hoa trong họ Juncaceae. Loài này được (Rydb.) H.D.Harr. mô tả khoa học đầu tiên năm 1954.